# Le Voltaire (journal)
Pour les articles homonymes, voir Voltaire (homonymie).
Le Voltaire est un journal quotidien français fondé en 1878.

## Historique
Lancé le 5 juillet 1878, Le Voltaire remplace Le Bien public d'Émile Ménier, qui a cessé de paraître le 30 juin précédent, et dont le nouveau journal reprend le service des abonnés. L'un des collaborateurs du Bien public, Yves Guyot, entre au Voltaire.
Les locaux du journal sont installés au no 11 de la rue du Faubourg-Montmartre.
Administré par Charles Marpon, copropriétaire du nouveau journal, et dirigé par Aurélien Scholl, Le Voltaire est présenté par ce dernier comme « le Figaro des républicains ». Le tire rend hommage à Voltaire, dont on venait de célébrer le centenaire de la mort, et dont les rédacteurs républicains du journal revendiquaient l'anticléricalisme et l'esprit satirique.
Au moment où Scholl devient directeur et rédacteur en chef du Voltaire, il est encore lié par contrat à un titre concurrent, L’Événement d'Edmond Magnier, dont une partie de la rédaction (Camille Étiévant, Émile Dehau, Octave Robin et Alexandre Pothey) rejoint également Le Voltaire.
Après le départ de Scholl, Jules Laffitte, jusqu'alors administrateur de La République française, prend la direction du Voltaire en juin 1879. À l'instar de La République française, la ligne éditoriale du Voltaire soutient la politique de l'Union républicaine de Léon Gambetta.
Le 4 janvier 1880, Laffitte lance un supplément hebdomadaire illustré par André Gill, dont La Lune rousse venait juste de cesser de paraître. La publication du Voltaire illustré s'achève cependant dès le 28 mars, à l'issue d'une période d'essai de trois mois jugée peu concluante.

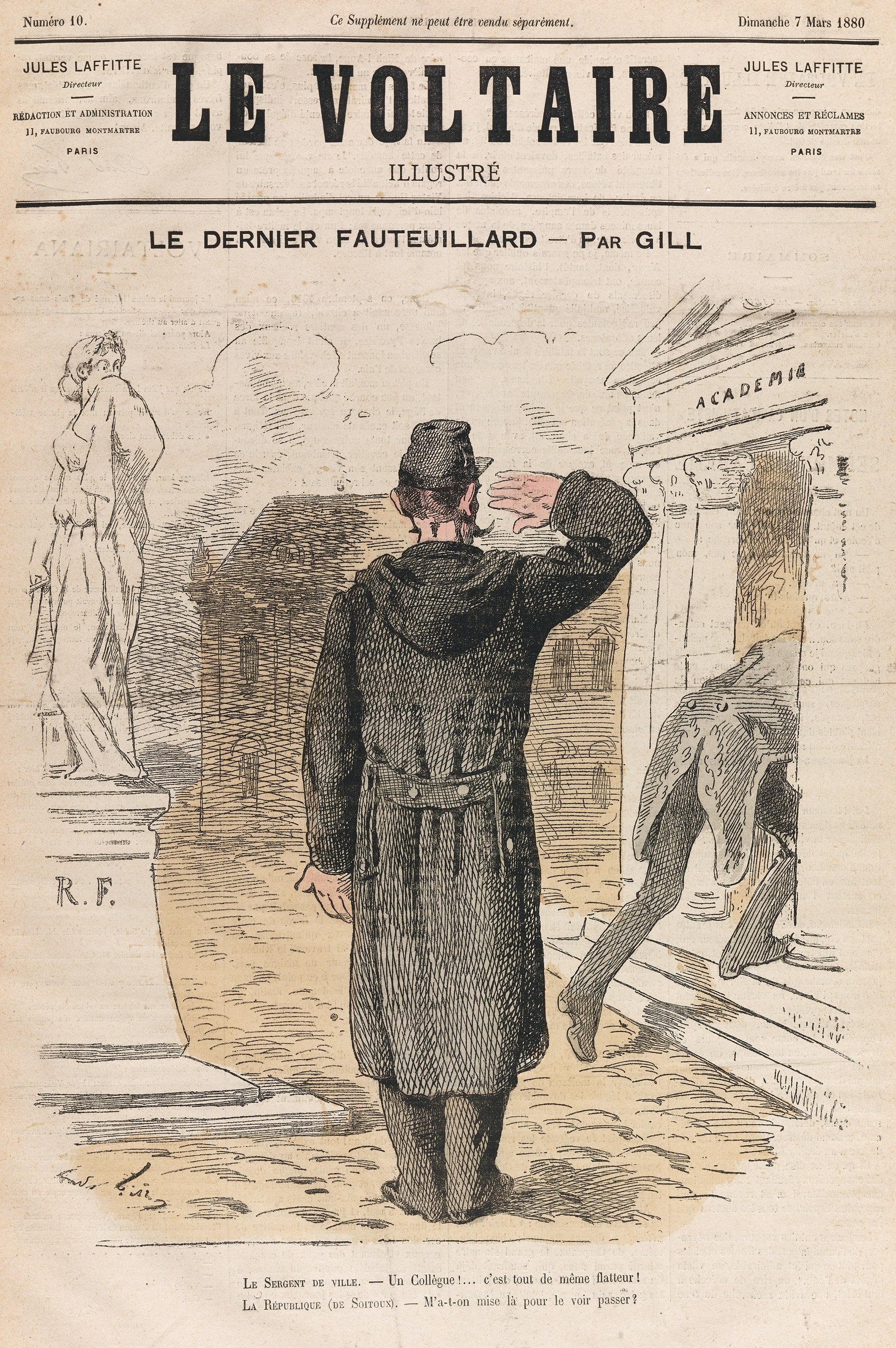
Le Voltaire illustré du 7 mars 1880, avec un dessin de Gill critiquant l'entrée de Maxime Du Camp à l'Académie française.

En avril 1886, le journal est racheté. Laffitte en quitte la direction la même année. Alexandre Hepp devient alors rédacteur en chef. Il est remplacé à son tour en novembre 1887 par Paul Nicole. Un an plus tard, en novembre 1888, la direction est reprise par Laffitte.
Par la suite, et jusqu'en novembre 1893, le poste de rédacteur en chef est confié à Louis-Lucien Klotz. Il est ensuite assumé par Auguste Gervais à partir de décembre 1896 puis par Paul Degouy.

## Collaborateurs notables
- Emmanuel Arène[4]
- Philibert Audebrand[10]
- Alfred Barbou[3]
- Émile Bergerat[11]
- Paul Bert[4]
- Auguste Capdeville (Paul d'Orcières)[12]
- Robert Caze[4]
- Eugène Chavette[13]
- Coquelin aîné et Coquelin cadet
- Louis Cortambert[13]
- Alphonse Daudet[12]
- Gilbert Déclat[13]
- Émile Dehau[1]
- Abraham Dreyfus[12]
- Camille Étiévant[1]
- Gustave Fould[1]
- Camille Flammarion[13]
- Henri Galli[14]
- Henri Garnier (d)[15]
- Gustave Goetschy
- Edmond de Goncourt[10]
- Yves Guyot[16]
- Alexandre Hepp[4]
- Arthur Heulhard[1]
- Bernard Lazare[17]
- Henry de La Madelène[10]
- Hippolyte Magen (d) (Octave Robin)[13]
- Charles Marpon[1]
- Roger Marx[4]
- Gustave Mesureur[18]
- Alfred Naquet[10]
- Paul Nicole[4]
- Paul Parfait[13]
- Abel Peyrouton[4]
- Raymond Poincaré[10]
- Alexandre Pothey[13]
- Arthur Ranc[19]
- Jean Richepin[10]
- Camille Saint-Saëns[4]
- Aurélien Scholl[1]
- Louis Serizier (Gédéon Spilett)
- Armand Silvestre[10]
- Paul Strauss[4]
- Edmond Texier[4]
- Raoul Toché (Frimousse, Raoul Tavel)[1]
- Horace Valbel[20]
- Jean-Jacques Weiss[4]
- Émile Zola[16]